# Leptopetalum pachyphyllum
Leptopetalum pachyphyllum är en måreväxtart som först beskrevs av Takasi Tuyama, och fick sitt nu gällande namn av Ined.. Leptopetalum pachyphyllum ingår i släktet Leptopetalum och familjen måreväxter.
Artens utbredningsområde är Kazan-retto. Inga underarter finns listade i Catalogue of Life.